# Paratropis papilligera
Paratropis papilligera is een spinnensoort uit de familie Paratropididae. De soort komt voor in Brazilië.